# زاك وودز
زاك وودز (بالإنجليزية: Zach Woods)‏ هو ممثل أمريكي، ولد في 25 سبتمبر 1984 في الولايات المتحدة. بدأ مشواره المهني سنة 2004.

## أعمال

### أفلام
- (2010) الشخصان الآخران[5][6]
- (2015) جاسوس[7]

### مسلسلات
- المكتب
- ذا غود وايف
- وادي السيليكون

## وصلات خارجية
- زاك وودز على موقع IMDb (الإنجليزية)
- زاك وودز على موقع ميوزك برينز (الإنجليزية)
- زاك وودز على موقع قاعدة بيانات الفيلم (الإنجليزية)